# Die Erde
Die Erde is een internationaal, aan collegiale toetsing onderworpen wetenschappelijk tijdschrift op het gebied van de aardwetenschappen. De naam wordt in literatuurverwijzingen meestal afgekort tot Erde. Het tijdschrift was oorspronkelijk Duitstalig. Sinds 2002 publiceert het hoofdzakelijk in het Engels.
Het tijdschrift is opgericht in 1852 als Zeitschrift für Allgemeine Erdkunde. Van 1866 tot 1944 werd het uitgegeven als Zeitschrift der Gesellschaft für Erdkunde zu Berlin. In 1949 is het heropgericht als Die Erde. Sinds 2013 is het online en open access verkrijgbaar. Het verschijnt 4 keer per jaar.